# アユタヤ王朝年代記
『アユタヤ王朝年代記』 (アユタヤおうちょうねんだいき、タイ語: พระราชพงศาวดารกรุงเก่า、『王統史』〈おうとうし〉などとも書かれる) とは現在のタイ王国に存在した王朝、アユタヤの歴史を記録した、ポンサーワダーン形式の編年体の歴史書である。英語では通常、Royal Chronicle of Ayutthayaと書かれることが多い。
後述するように、タイにおける支配者によって書かれた「正史」の様な存在であり、恣意的な校訂（チャムラ）がなされているが、タイの歴史研究における重要な一次史料の一つとして扱われる。

## 概要
前述した様に年代記はいわゆるポンサーワダーンの形式で書かれており、書かれた目的は明確ではないが、歴史・言語学者のチット・プーミサックは「アユタヤに降臨した神の化身の歴史」と唱えており、歴史学者のデビッド・K・ワイアットも王の徳を強調する為の物であるとしている。そのため、アユタヤ王の行った事柄に、話題の中心がおかれており、一部を除き、ほとんどの伝本において、アユタヤ王朝以前の歴史を、扱っていない。
初期の年代記の編集は主に「チョットマーイヘット」と呼ばれる、王宮内の天文学者によるメモを用いたものであると推定され、それを元に編年体でまとめ上げられたものである。以降、チャムラ　 (ชำระ) と呼ばれる「校訂」を経て徐々に肉付けされ、『御親筆本』などの各種の伝本ができあがった。
ちなみに、アユタヤ王朝年代記のうちアユタヤ王朝期に成立したものは、『ファン・フリート本』および『ルワン・プラスート本』、（ダムロン親王によれば『小暦1136年本』も）のみであり、1767年のビルマの侵攻によってアユタヤ王朝期の伝本のほとんどが損失したと考えられている。また、残ったチャクリー王朝期に成立したものはチャムラ（校訂）を経て成立したものであり、意図的にせよそうでないにせよ、不確かな情報が紛れて込んでいる可能性がある。なお、トンブリー王朝時代にはほとんどチャムラは行われて居なかったものと推測されている。
特に、歴史学者、石井米雄はラーマ1世時代の『御親筆本』におけるチャムラ（校訂）はアユタヤ王朝最後の王家であるバーンプルールワン王家おとしめ、仏教王としての正当性を誇示するものであったことを示唆しており、史料として使う際はこの点に留意する必要があることを指摘している。

## 略述本と詳述本
特に『ルアンプラスート本』と『トンブリー王室本』の二種をその簡潔さから「略述本」とし、この系統の伝本についても同様に呼ばれる。一方『小暦1163年本』に見られる詳細な記述を持つものは「詳述本」と呼ばれる。

## 各種伝本

### ファン・フリート本
ฉบับวันวลิต
1640年に書かれた物と見られ、現存する最古の年代記であるが、オランダ人貿易商ファン・フリートによるオランダ語翻訳で、タイ語原本は残っていない。年代は書かれておらず、散漫な文体で、口伝で伝えられ、翻訳され、記述されたものであると考えられている。岩生成一やタイの歴史学者、カチョーン・スッカパーニットによって発見された。1975年、Leonard Andayaによる英訳 "Short History of Kings of Siam" が出ている他、日本では岩波書店から『大航海時代叢書II-11』に生田滋の翻訳が掲載されている。

### ルワン・プラスート本
ฉบับหลวงประเสริฐอกษรนิต
ナーラーイ王が命じて、作らせた伝本で、序文から考えると1680年の成立と見られる。タイ語で現存する最古の年代記である。タイ国外における史料と年代が接合すること、年代記にはトライトークがワット・チュラーマニーで出家した話があるが、ワット・チュラーマニーはアユタヤにはなく、この伝本にのみピッサヌロークに遷都した記述があり、それによって実在するトライトークがピッサヌロークのワット・チュラーマニーで出家したという他の伝本における記述も史実と推定できること、また、チャクラパットに対して戦争を起こしたビルマ・タウングー王朝の王が、ビルマ側の史料では2人となっているのに、他の伝本では一人となっている一方で、この伝本だけは2人の王を挙げていることなど、記述においてもタイ国外の史料と一致することからきわめて重要な伝本の一つであるといえる。
しかし、ナーラーイの治世を記述したと考えられている後半部分は発見されていない。また、雨による文字の損傷がひどいという問題もある。後に同様の記述を持つ1774年に写本された『トンブリー王室本』が発見され、それによって損傷箇所を補ったものが1914年に発行された。。

### 小暦1136年本
ฉบับจุลศกราช ๑๑๓๖
断片的にしか残っておらず、1564～1569年までの歴史しか解説されておらず、その全容を知ることはできない。なおダムロン親王はアユタヤ王朝のボーロマコート王時代の成立と考えている。

### 小暦1145年本
ฉบับจุลศกราช ๑๑๔๕
こちらも断片的にしか残っていない。チャクラパット王とマハータンマラーチャー王についての記述があるとされるが、国立図書館に保管されており、出版されたことはないため、内容を知るものは少ないといわれる。

### パン・チャンタヌマート本
ฉบับพันจันทนุมาศ
ラーマ1世によって命ぜられ、1795年にチャムラ（校訂）された伝本。校訂者の名前は不明であるが、ジョルジュ・セデスはマヘースワンインタラメート親王と考えている。ほとんど欠如する部分がない伝本で、原本はボーロマコート王の時代に作成され、トンブリー王朝時代にチャムラされたものと考えられている。

### 大英博物館本
ฉบับพันจันทนุมาศ
ラーマ1世が命じて作らせた『パン・チャンタヌマート本』のチャムラされた伝本。ワット・ポーの僧、プラ・ポンナラットが校訂者だと見られている。他の伝本と違い、アユタヤ王朝以前の伝承的記録がつづられており、同僧による、『チュラユッタカーラウォン』、『サンキッティヤウォン』などの、アユタヤ王朝以前に関する伝承をまとめたものの影響が見て取れる。1948年にJ. H. Hayesという人物が大英博物館に寄付したもので、1958年にカチョーン・スッカパーニットが発見した。1999年には東洋文庫ユネスコ東アジア研究センターから出版されている。

### パラマーヌチット本
ฉบับหสมเด็จกรมพระปรมานุชิต ฯ, ฉบับหมอบลัดเล, ฉบับพิมพ์สองเล่ม,  ฉบับพระพนรัตน์ วัดพระเชตุพน
上記プラ・ポンナラートの弟子であるパラマーヌチット大僧正親王が大英博物館本をチャムラした伝本である。2冊に分かれている為、『2冊本』とも、アメリカ人宣教師ブラッドレーによって出版された為、『ブラッドレー本』とも言う。『大英博物館本』からアユタヤ王朝以前の部分が取り除かれている伝本である。なお、1962年に歴史学者のトリー・アマータヤクンがこの伝本の校訂者をパラマーヌチットではなくやはりプラ・ポンナラットとする説を展開した。これにより『ワット・チェートゥポンのプラ・ポンナラット本』という呼称も登場している。

### 御親筆本
ฉบับพระราชหัตเลขา
1855年にラーマ4世（モンクット）が命じて諸伝本を元に校訂してウォーンサーティラートサニット親王に書き上げさせ、また自ら手を加えたもの。